# 2014年ソチオリンピックのロシア選手団
2014年ソチオリンピックのロシア選手団（2014ねんソチオリンピックのロシアせんしゅだん）は、2014年2月7日から23日までロシアのソチで開催された2014年ソチオリンピックのロシア選手団、およびその競技結果。

## 概要
今大会は開催国として大きく躍進した。金メダル10個、銀メダル10個、銅メダル9個の合計29個のメダルであり、冬季オリンピックのロシア選手団として過去最多となった。

## メダル
| メダル | 選手名 | 競技                   | 種目                   |
| ------ | --- | ---------------------- | ---------------------- |
| 金     | アデリナ・ソトニコワ | フィギュアスケート     | 女子シングル           |
| 金     | タチアナ・ボロソジャル マキシム・トランコフ | フィギュアスケート     | ペア                   |
| 金     | エフゲニー・プルシェンコ ユリア・リプニツカヤ タチアナ・ボロソジャル マキシム・トランコフ クセニヤ・ストルボワ ヒョードル・クリモフ エカテリーナ・ボブロワ ドミトリー・ソロビエフ エレーナ・イリニフ ニキータ・カツァラポフ | フィギュアスケート     | 団体戦                 |
| 金     | ヴィクトル・アン | ショートトラック       | 男子500m               |
| 金     | ヴィクトル・アン | ショートトラック       | 男子1000m              |
| 金     | ヴィクトル・アン セミョン・エリストラトフ ウラジーミル・グリゴリエフ ルスラン・ザハロフ | ショートトラック       | 男子5000mリレー        |
| 金     | アレクサンドル・レグコフ | クロスカントリースキー | 男子50kmフリー         |
| 金     | アレクサンドル・トレチャコフ | スケルトン             | 男子                   |
| 金     | ヴィック・ワイルド | スノーボード           | 男子パラレル回転       |
| 金     | ヴィック・ワイルド | スノーボード           | 男子パラレル大回転     |
| 銀     | オルガ・ヴィルキナ | バイアスロン           | 女子7.5kmスプリント    |
| 銀     | アリベルト・デムチェンコ | リュージュ             | 男子1人乗り            |
| 銀     | オルガ・ファトクリナ | スピードスケート       | 女子500m               |
| 銀     | クセニヤ・ストルボワ ヒョードル・クリモフ | フィギュアスケート     | ペア                   |
| 銀     | タチアナ・イワノワ アリベルト・デムチェンコ アレクサンドル・デニチェフ ビアチェスラフ・アントノフ | リュージュ             | 団体リレー             |
| 銀     | ウラジミル・グリゴリエフ | ショートトラック       | 男子1000m              |
| 銀     | マキシム・ヴィレグジャニン | クロスカントリースキー | 男子50kmフリー         |
| 銀     | マキシム・ヴィレグジャニン ニキータ・クリュコフ | クロスカントリースキー | 男子団体スプリント     |
| 銀     | ドミトリー・ヤパロフ アレクサンドル・ベススメルトニフ アレクサンドル・レグコフ マキシム・ヴィレグジャニン | クロスカントリースキー | 男子4x10 kmリレー      |
| 銀     | ニコライ・オリューニン | スノーボード           | 男子スノーボードクロス |
| 銅     | ヴィクトル・アン | ショートトラック       | 男子1500m              |
| 銅     | アレクサンドル・スミシェリアエフ | フリースタイルスキー   | 男子モーグル           |
| 銅     | エウゲニ・ガラニチェフ | バイアスロン           | 男子20km個人           |
| 銅     | エレーナ・ニキーチナ | スケルトン             | 女子                   |
| 銅     | エレーナ・イリニフ ニキータ・カツァラポフ | フィギュアスケート     | アイスダンス           |
| 銅     | アリョーナ・ザワルジナ | スノーボード           | 女子パラレル大回転     |
| 銅     | オルガ・グラフ | スピードスケート       | 女子3000m              |
| 銅     | オルガ・グラフ エカテリーナ・ロビシェワ エカテリーナ・シホワ ユリア・スココワ | スピードスケート       | 女子チームパシュート   |
| 銅     | イリヤ・チェルノウソフ | クロスカントリースキー | 男子50kmフリー         |

## ドーピング違反
| 対象メダル | 選手名                                                                                            | 競技         | 種目              |
| ---------- | ------------------------------------------------------------------------------------------------- | ------------ | ----------------- |
| 金剥奪     | アレクサンドル・ズブコフ ドミトリー・トルネンコフ アレクセイ・ネゴダイロ アレクセイ・ヴォエヴォダ | ボブスレー   | 男子4人乗り       |
| 金剥奪     | アレクサンドル・ズブコフ アレクセイ・ヴォエヴォダ                                                 | ボブスレー   | 男子2人乗り       |
| 金剥奪     | アレクセイ・ヴォルコフ エフゲニー・ウスチュゴフ ドミトリー・マリシュコ アントン・シプリン         | バイアスロン | 男子4×7.5kmリレー |
| 銀剥奪     | ヤナ・ロマノワ オリガ・ザイツェワ エカテリーナ・シュミロワ オリガ・ヴィルヒナ                     | バイアスロン | 女子4×6kmリレー   |